# USS Franklin (CV-13)
USS Franklin (CV-13) bio je američki nosač zrakoplova u sastavu Američke ratne mornarice i jedan od 24 nosača klase Essex izgrađenih tijekom Drugog svjetskog rata. Bio je peti brod u službi Američke ratne mornarice koji nosi ime Franklin. Služio je od 1944. do 1947. godine. Sudjelovao je u borbama u Drugom svjetskom ratu i u njima je u ožujku 1945. teško oštećen u japanskom zračnom napadu izgubivši stotine članova posade. Franklin i Bunker Hill (oštećen u napadu kamikaza) su jedina dva nosača klase Essex koja nisu bila u aktivnoj službi nakon Drugog svjetkog rata. Franklin je odlikovan s 4 borbene zvijezde (eng. battle stars – odlikovanje za sudjelovanje u bitkama) za sudjelovanje u bitkama u Drugom svjetskom ratu.
Povučen je iz službe 1947. godine, a 1966. je prodan kao staro željezo.

### Zajednički poslužitelj
|  | Zajednički poslužitelj ima stranicu o temi USS Franklin (CV-13)    |
|  | Zajednički poslužitelj ima još gradiva o temi USS Franklin (CV-13) |